# Enval
Enval település Franciaországban, Puy-de-Dôme megyében. Lakosainak száma 1581 fő (2022. január 1.). Enval Châtel-Guyon, Charbonnières-les-Varennes, Malauzat, Mozac, Riom és Volvic községekkel határos.

## Népesség
A település népességének változása:
| Lakosok száma | 1368 | 1439 | 1512 | 1486 | 1520 | 1543 | 1556 | 1569 | 1581 |
|               | 2013 | 2015 | 2016 | 2017 | 2018 | 2019 | 2020 | 2021 | 2022 |